# Hạ Văn Tịch
Hạ Văn Tịch (tiếng Anh: Patricia Ha Man Jing, sinh ngày 21 tháng 11 năm 1965) là một nữ diễn viên nổi tiếng của Hồng Kông.

## Sự nghiệp và đời tư

### Sự nghiệp
Bộ phim đầu tiên là "Liệt hỏa thanh xuân" năm 1982 với Thang Trấn Nghiệp, Trương Quốc Vinh và Diệp Đồng và cô được đề cử Diễn viên mới xuất sắc nhất. Sau đó, "Đường triều hào phóng nữ" của Hạ Văn Tịch hợp tác sản xuất với Vạn Tử Lương năm 1984, và nó cũng được nhanh chóng trở nên phổ biến. Sau đó, cô liên tiếp quay nhiều bộ phim điện ảnh khác như "fascinating affairs", "Một nhà hai vợ" và "Nhà tù nữ",... Năm 1986, cô được đề cử Nữ diễn viên xuất sắc nhất trong Giải thưởng điện ảnh Hồng Kông lần thứ 5 trong bộ phim "Hoa nhai thời đại".
Vào những năm 1990, Hạ Văn Tịch  trở lại để quay phim truyền hình theo lời mời của nhà sản xuất nổi tiếng Dương Bội Bội, và đến Đài Loan để phát triển, tham gia vào các bộ phim truyền hình như "Tân long môn khách sạn" và "Thần điêu đại hiệp".
Năm 2002, Hạ Văn Tịch trở lại Hồng Kông theo lời mời của Trương Ngải Gia trong một vai khách mời trong "Princess D".
Năm 2017, Hạ Văn Tịch được mời trở lại Hong Kong quay phim truyền hình "Margaret & David - Ex" cho đài Viutv và "Nghịch Duyên" cho đài TVB.

### Đời tư
Vào cuối những năm 1980, Hạ Văn Tịch đã gặp doanh nhân Hoàng Quan Bác (黃冠博) khi đang quay phim ở Đài Loan. Ngay sau đó, cả hai người kết hôn và định cư tại Hoa Kỳ nhưng sau đó ly hôn.

## Phim đã tham gia
Phim điện ảnh
| Năm  | Tên phim bằng tiếng Việt                         | Tên phim tiếng Anh               | Tên phim tiếng Trung     |
| 1982 | Liệt hỏa thanh xuân                              | Nomad                            | 烈火青春                 |
| 1983 | Kì mưu diệu kế ngũ phúc tinh                     | Winners & sinners                | 奇謀妙計五福星           |
| 1983 |                                                  | Oh! My cops!                     | 摩登衙門                 |
| 1983 | Hoa Thành                                        | The last affair                  | 花城                     |
| 1984 | Hồ Sơ Tội Ác                                     | Profile in anger                 | 無名火                   |
| 1984 | Đường triều hào phóng nữ (Đại Đường mỹ nữ)       | An Amorous Woman of Tang Dynasty | 唐朝豪放女               |
| 1984 |                                                  | Woman of Wrath                   | 殺夫                     |
| 1984 |                                                  | I love Lolanto                   | 我爱Lolanto              |
| 1985 |                                                  | The flying Mr/B                  | 鬼馬飛人                 |
| 1985 |                                                  | The night caller                 | 平安夜                   |
| 1985 |                                                  | Fascinating affairs              | 花心紅杏                 |
| 1985 |                                                  | City hero                        | 飛虎奇兵                 |
| 1985 |                                                  | My name ain't Suzie              | 花街時代                 |
| 1985 |                                                  | Let's have a baby                | 替槍老豆                 |
| 1985 |                                                  | The Glamorous Boy of Tang        | 唐朝綺麗男               |
| 1987 |                                                  | Life is a moment                 | 朝花夕拾                 |
| 1987 | Một nhà hai vợ                                   | Happy bigamist                   | 一屋兩妻                 |
| 1987 |                                                  | Sister cupid                     | 天賜良緣                 |
| 1987 |                                                  | Killer's nocturne                | 不夜天                   |
| 1987 | Giang hồ long hổ đấu)                            | The flame brothers               | 江湖龍虎鬥               |
| 1987 |                                                  | Flag of Honor                    | 旗正飄飄                 |
| 1988 |                                                  | One husband too many             | 一妻兩夫                 |
| 1988 |                                                  | Carry on hotel                   | 金裝大酒店               |
| 1988 | Nhà tù nữ                                        | Women's prison                   | 女子監獄                 |
| 1988 |                                                  | On the run                       | 亡命鴛鴦                 |
| 1988 |                                                  | Vengeance is mine                | 血衣天使                 |
| 1988 |                                                  | Rouge of the North               | 怨女                     |
| 1989 | Ma quậy                                          | Ghost fever                      | 鬼媾人                   |
| 1989 |                                                  | Her Beautiful Life Lies          | 說謊的女人               |
| 2002 |                                                  | Princess D                       | 想飛                     |
| 2011 | Nữ nhân xuất quỹ (Mỹ nhân phóng đãng)            | Hi, Fidelity!                    | 出軌的女人               |
| 2011 | Let's Go!                                        | Siêu anh hùng                    | 保衛戰隊之出動喇！朋友！ |
| 2011 | Cạnh hùng nữ hiệp Thu Cẩn (Nữ hiệp Thu Cẩn)      | The Woman Knight of Mirror Lake  | 竞雄女侠秋瑾             |
| 2013 | Hoa hồng giáng sinh                              | Christmas Rose                   | 聖誕玫瑰                 |
| 2014 | Ngôi nhà số 81 Kinh Thành (Kinh Thành nhà số 81) | The House That Never Dies        | 京城81號                 |
| 2016 | Ma cung mị ảnh                                   | Phantom of the Theatre           | 魔宮魅影                 |
| 2016 |                                                  | Lost Minds                       | 失心者                   |
| 2018 |                                                  | The Secret Board                 | 神諭通天                 |

Phim truyền hình
| Năm  | Tên phim bằng tiếng Việt                     | Tên phim bằng tiếng Anh                   | Tên phim bằng tiếng Trung |
| 1983 |                                              |                                           | 香港香港：飛向第四線      |
| 1989 |                                              |                                           | 春去春又回                |
| 1996 | Tân long môn khách sạn (Khách sạn rồng xanh) | New Dragon Gate Inn (L'Auberge du dragon) | 新龍門客棧                |
| 1998 |                                              |                                           | 江山美人                  |
| 1998 | Thần điêu đại hiệp (Thần điêu hiệp lữ)       | The Return of the Condor Heroes           | 神雕俠侶                  |
| 2017 |                                              | Margaret & David - Ex                     | 瑪嘉烈與大衛系列 前度     |
| 2018 | Nghịch duyên                                 | Daddy Cool                                | 逆緣                      |

## Giải thưởng
| Năm  | Đề cử / Tác phẩm    | Giải thưởng                                                           | Kết quả |
| ---- | ------------------- | --------------------------------------------------------------------- | ------- |
| 1983 | Liệt hỏa thanh xuân | Giải thưởng điện ảnh Hồng Kông lần thứ 2- Diễn viên mới xuất sắc nhất | Đề cử   |
| 1986 | Hoa nhai thời đại   | Giải thưởng điện ảnh Hồng Kông lần thứ 5- Nữ diễn viên xuất sắc nhất  | Đề cử   |